# Изотопы нихония
Изотопы нихония — разновидности атомов (и ядер) химического элемента нихония, имеющие разное содержание нейтронов в ядре.
Самым долгоживущим известным изотопом является 286Nh с периодом полураспада 9,5 секунды. Так же, согласно теоретическим исследованиям острова стабильности Министерством атомной энергетики Японии, должен существовать изотоп 297Nh с периодом полураспада более года.

## Таблица изотопов нихония
| Символ нуклида | Z(p)                | N(n)                | Масса изотопа (а. е. м.) | Период полураспада (T1/2) | Канал распада | Продукт распада | Спин и чётность ядра |
| Символ нуклида | Энергия возбуждения | Энергия возбуждения | Энергия возбуждения      | Период полураспада (T1/2) | Канал распада | Продукт распада | Спин и чётность ядра |
| -------------- | ------------------- | ------------------- | ------------------------ | ------------------------- | ------------- | --------------- | -------------------- |
| 276Nh          | 113                 | 163                 |                          |                           | α             | 272Rg           |                      |
| 278Nh          | 113                 | 165                 | 278,17058(20)#           | 1,4 мс                    | α             | 274Rg           |                      |
| 282Nh          | 113                 | 169                 | 282,17567(39)#           | 73 мс                     | α             | 278Rg           |                      |
| 283Nh          | 113                 | 170                 | 283,17657(52)#           | 75 мс                     | α             | 279Rg           |                      |
| 284Nh          | 113                 | 171                 | 284,17873(62)#           | 0,91 с                    | α (96,8%)     | 280Rg           |                      |
| 284Nh          | 113                 | 171                 | 284,17873(62)#           | 0,91 с                    | ЭЗ (3,2%)     | 284Cn           |                      |
| 285Nh          | 113                 | 172                 | 285,17973(89)#           | 4,2 с                     | α             | 281Rg           |                      |
| 286Nh          | 113                 | 173                 | 286,18221(72)#           | 9,5 с                     | α             | 282Rg           |                      |
| 287Nh          | 113                 | 174                 | 287,18339(81)#           | 5,5 с                     | α             | 283Rg           |                      |
| 290Nh          | 113                 | 177                 |                          | 2 с?                      | α             | 286Rg           |                      |

1. ↑  Открытие этого изотопа не подтверждено
2. ↑  Открытие этого изотопа не подтверждено

### Пояснения к таблице
- Значения, помеченные решёткой (#), получены не из одних лишь экспериментальных данных, а (хотя бы частично) оценены из систематических трендов у соседних нуклидов (с такими же соотношениями Z и N). Неуверенно определённые значения спина и/или чётности заключены в скобки.

- Погрешность приводится в виде числа в скобках, выраженного в единицах последней значащей цифры, означает одно стандартное отклонение (за исключением распространённости и стандартной атомной массы изотопа по данным ИЮПАК, для которых используется более сложное определение погрешности). Примеры: 29770,6(5) означает 29770,6 ± 0,5; 21,48(15) означает 21,48 ± 0,15; −2200,2(18) означает −2200,2 ± 1,8.